# Telijînți, Tetiiv
Telijînți (în ucraineană Теліжинці) este o comună în raionul Tetiiv, regiunea Kiev, Ucraina, formată numai din satul de reședință.

## Demografie
Componența lingvistică a comunei Telijînți
     Ucraineană (98,68%)
     Rusă (1,32%)
Conform recensământului din 2001, majoritatea populației comunei Telijînți era vorbitoare de ucraineană (98,68%), existând în minoritate și vorbitori de rusă (1,32%).